# 장성 요양병원 화재
장성 요양병원 화재 사고는 2014년 5월 28일에 전라남도 장성군 삼계면에 있는 효실천 사랑나눔 요양병원에서 방화로 추정되는 화재가 발생해 21명이 사망하고 8명이 부상당한 사고이다.

## 전개
0시 16분부터 0시 21분까지 입원 환자 중 1명이 다용도실에 들어갔고, 이후 0시 24분부터 다용도실에서 연기가 발생하였다. 0시 31분에 담양소방서 선착대가 도착하여 화재를 진화해 0시 55분에 진압을 완료하였으나, 치매나 중풍 등으로 거동이 어려웠던 환자 20명이 사망하고, 자체 진화를 시도하던 간호조무사 1명도 사망하였다.

## 원인
환자 대부분이 노인성 질환을 앓아 자력 탈출이 어려웠고, 매트리스 등에서 나오는 유독가스가 급격히 퍼졌다.

## 사고 처리
2014년 6월 5일, 이 병원 이사장인 이사문씨가 사고로 인한 업무상 과실치사 혐의로 인하여 구속되었다.

## 논란

### 소방대원의 부족
최초로 화재 신고에 대응한 담양소방서 삼계119안전센터의 당시 근무 인원은 총원 6명 중 5명이었고, 그 중 2명은 다른 현장에 출동한 상태여서 3명만이 현장에 출동하였다.

### 환자 결박 논란
"병원에서 환자들의 손발을 묶어 환자들이 제때 대피하지 못했다"고 유가족들이 주장했다. 그러나 직원들은 결박 사실을 인정하지 않았고, 소방관들 역시 "환자 중 손이 침대에 묶인 환자는 없었다"고 말했다. 그러나 환자가 자해하려고 하거나 판단이 또렷하지 않아 치료에 필요한 각종 장비를 잡아 뽑으려고 하는 경우에 원칙적으로 '반드시 필요한 경우에만' 24시간 내 한시적으로 환자를 결박할 수 있다는 점이 논란이 되었다.

## 같이 보기
- 포항 요양원 화재
- 후쿠오카시 정형외과 의원 화재